# (33321) 1998 QL
1998 QL (asteroide 33321) é um asteroide da cintura principal. Possui uma excentricidade de 0.10417280 e uma inclinação de 3.56948º.
Este asteroide foi descoberto no dia 17 de agosto de 1998 por Frank B. Zoltowski em Woomera.